# 음력 2월 8일
음력 2월 8일은 음력 2월의 8번째 날이다.

## 사건
- 1955년 - 부산역 열차 화재 사고.

## 문화
- 2001년 - 대한민국 국악방송 개국.

## 탄생
- 1953년 - 대한민국의 정치인 장종태.
- 1976년 - 대한민국의 배우 이경화.
- 1981년 - 대한민국의 배우 김남길.
- 1999년 - 대한민국의 배우 진지희.

## 사망
- 1572년 - 조선의 성리학자 남명 조식.

## 기념일, 연중행사
- 삼우당 충선공 문익점 제일

## 같이 보기
- 음력 360일: 1월 2월 3월 4월 5월 6월 7월 8월 9월 10월 11월 12월
- 전날:2월 7일 다음날:2월 9일 - 전달:1월 8일 다음달:3월 8일
- 양력:2월 8일
- 음력, 윤달